# Саллісо (Оклахома)
Саллісо (англ. Sallisaw, від фр. Salaisea — соляні поклади) — місто в США, в окрузі Секвоя штату Оклахома. Населення — 8510 осіб (2020).

## Географія
Саллісо розташоване за координатами 35°27′44″ пн. ш. 94°48′19″ зх. д. / 35.46222° пн. ш. 94.80528° зх. д. (35.462150, -94.805249).  За даними Бюро перепису населення США в 2010 році місто мало площу 34,78 км², з яких 34,39 км² — суходіл та 0,39 км² — водойми.

## Демографія
Згідно з переписом 2010 року, у місті мешкало 8880 осіб у 3530 домогосподарствах у складі 2318 родин. Густота населення становила 255 осіб/км².  Було 3930 помешкань (113/км²).
Расовий склад населення:
| - 63,1 % — білих - 21,6 % — корінних американців - 1,6 % — чорних або афроамериканців - 0,5 % — азіатів - 2,2 % — осіб інших рас |

До двох чи більше рас належало 11,0 %. Частка іспаномовних становила 5,6 % від усіх жителів.
За віковим діапазоном населення розподілялося таким чином: 25,9 % — особи молодші 18 років, 58,9 % — особи у віці 18—64 років, 15,2 % — особи у віці 65 років та старші. Медіана віку мешканця становила 36,0 року. На 100 осіб жіночої статі у місті припадало 93,3 чоловіків;  на 100 жінок у віці від 18 років та старших — 88,7 чоловіків також старших 18 років.
Середній дохід на одне домашнє господарство  становив 42 372 долари США (медіана — 29 602), а середній дохід на одну сім'ю — 50 908 доларів (медіана — 39 244). Медіана доходів становила 33 194 долари для чоловіків та 31 830 доларів для жінок. За межею бідності перебувало 28,5 % осіб, у тому числі 40,0 % дітей у віці до 18 років та 14,6 % осіб у віці 65 років та старших.
Цивільне працевлаштоване населення становило 3319 осіб. Основні галузі зайнятості: освіта, охорона здоров'я та соціальна допомога — 28,3 %, мистецтво, розваги та відпочинок — 14,6 %, роздрібна торгівля — 11,6 %, будівництво — 8,8 %.